# Panquehue
Panquehue är en kommun i Chile.   Den ligger i provinsen Provincia de San Felipe och regionen Región de Valparaíso, i den södra delen av landet, 80 km norr om huvudstaden Santiago de Chile.
Omgivningarna runt Panquehue är i huvudsak ett öppet busklandskap. Runt Panquehue är det ganska glesbefolkat, med 34 invånare per kvadratkilometer.